# Lucas Lobos

Lucas Armando Lobos (nasceu em 3 de Agosto de 1981 em La Plata) é um futebolista argentino. Ele é um jogador de meio-campo.

## Carreira
Começou sua carreira no Club de Gimnasia y Esgrima La Plata na Argentina,jogador de muita velocidade e muita técnica nos arremates logo despertou interesse de clubes de fora, no entanto foi comprado pelo Cádiz CF na temporada 2006/2007 pela quantia de £1.6 Milhões para evitar a descida do clube para a 2ª divisão espanhola, porém o clube acabou caindo na final da temporada. Em 2008 se transferiu para o UANL Tigres do México. 